# Orehóczy család
A kusaroveczi nemes és gróf Orehóczy család egy horvát, Kőrös megyei származású magyar nemesi család.

## Története
Orehóczy Ferenc Bethlen Gábor hívei ellen küzdött Gáspár és Zsigmond nevű testvéreivel együtt 1621-ben a Pinka mellett, amikor mindhármukat elfogták. Szabadulásuk után Ferenc 1623-ban az újonnan épített Letovanics várának első főkapitánya lett. 1626-ban horvát karabélyosokból egy egész ezrednyit toborzott, majd Zrínyi György ezredével együtt harcoltak a Német Birodalomban és a Vág folyó völgyében. Ferenc két fia közül Gáspár 1647-1659 között horvát vicebán volt, másik fia, István pedig grófi rangot szerzett, azonban István fiában, Szaniszlóban a grófi ág ki is halt 1730-ban.